# NASCAR Sprint All-Star Race XXIV

Logo der Veranstaltung

Die NASCAR Sprint All-Star Race XXIV und der NASCAR Sprint Showdown 2008 fanden am 17. Mai 2008 auf dem Lowe’s Motor Speedway in Concord, North Carolina, einem Vorort von Charlotte, statt. Die All-Star Challenge lief größtenteils wieder nach dem Format des Jahres 2007 ab. Die einzige Änderung war, dass in den vier Segmenten nicht mehr 20, sondern jeweils 25 Runden gefahren werden. Das Rennen gewonnen hatte Kasey Kahne.
Für das Format des All-Star Race siehe hier: NASCAR Nextel All-Star Challenge 2007

## Teilnehmer der All-Star Challenge 2008

### Qualifiziert durch Siege in der Saison 2007
Alle Fahrer, die in den Jahren 2007 und 2008 im Sprint Cup ein Rennen gewinnen konnten, sind teilnahmeberechtigt. Die folgende Liste zeigt alle Fahrer, die sich über Siege für die All-Star Challenge 2007 qualifiziert haben sowie die Rennen, die zur Qualifikation geführt haben.
| Fahrer                              | Sieg, der zur Qualifikation führte       |
| ----------------------------------- | ---------------------------------------- |
| Kevin Harvick (#29)                 | 18. Februar 2007, Daytona 500            |
| Matt Kenseth (#17)                  | 25. Februar 2007, Auto Club 500          |
| Jimmie Johnson (#48)                | 11. März 2007, UAW-DaimlerChrysler 400   |
| Kyle Busch (#18/Sieg geholt in #5)  | 25. März 2007, Food City 500             |
| Jeff Burton (#31)                   | 8. April 2007, Samsung 500               |
| Jeff Gordon (#24)                   | 21. April 2007, Subway Fresh Fit 500     |
| Casey Mears (#5/Sieg geholt in #25) | 27. Mai 2007, Coca-Cola 600              |
| Martin Truex junior (#1)            | 4. Juni 2007, Autism Speaks 400          |
| Carl Edwards (#99)                  | 17. Juni 2007, Citizens Bank 400         |
| Juan Pablo Montoya (#42)            | 24. Juni 2007, Toyota/Save Mart 350      |
| Denny Hamlin (#11)                  | 1. Juli 2007, Lenox Industrial Tools 300 |
| Jamie McMurray (#26)                | 7. Juli 2007, Pepsi 400                  |
| Tony Stewart (#20)                  | 15. Juli 2007, USG Sheetrock 400         |
| Kurt Busch (#2)                     | 5. August 2007, Pennsylvania 500         |
| Clint Bowyer (#07)                  | 16. September 2007, Sylvania 300         |
| Greg Biffle (#16)                   | 30. September 2007, LifeLock 400         |

- Die Startnummer 5, gefahren von Casey Mears, war ebenfalls für die All-Star Race qualifiziert sein, weil mit ihr in der NASCAR-Nextel-Cup-Saison 2007 ein Rennen gewonnen wurde. Kyle Busch, der diesen Sieg einfahren konnte und sich somit für das All-Star Race qualifizierte, trat mit der Startnummer 18 an. Dadurch, dass Casey Mears in diesem Jahr die Startnummer 5 fuhr, er aber auch mit der Startnummer 25 einen Sieg erringen konnte, war die Startnummer 25 ebenfalls qualifiziert. Die Startnummer 25 wurde im Jahre 2008 jedoch in die Startnummer 88 umgewandelt, da Hendrick Motorsports dem neuen Fahrer, Dale Earnhardt junior, eine besondere Nummer geben wollte. Dale Earnhardt Jr. ist somit also auch teilnahmeberechtigt, wäre dies aber ohnehin schon durch seinen Sieg im Jahre 2000 gewesen.

### Qualifiziert als Cup Champion
Die folgende Liste zeigt alle Fahrer, die sich qualifizierten, weil sie innerhalb der letzten Dekade Champion in der Cup-Serie waren.
| Fahrer           | Champion im Jahr/in den Jahren |
| ---------------- | ------------------------------ |
| Jeff Gordon *    | 1997, 1998, 2001               |
| Dale Jarrett     | 1999                           |
| Bobby Labonte    | 2000                           |
| Tony Stewart *   | 2002, 2005                     |
| Matt Kenseth *   | 2003                           |
| Kurt Busch *     | 2004                           |
| Jimmie Johnson * | 2006, 2007                     |

- Fahrer mit einem Sternchen sind bereits durch Siege in der Saison 2007 für das All Star Race qualifiziert.

### Qualifiziert durch Siege in früheren All-Star Challenges
Die folgende Liste zeigt alle Fahrer, die sich qualifiziert haben, weil sie das All-Star Race bereits gewonnen haben.
| Fahrer (Nummer)       | Champion im Jahr/in den Jahren |
| --------------------- | ------------------------------ |
| Jeff Gordon *         | 1997, 2001                     |
| Mark Martin           | 1998, 2005                     |
| Dale Earnhardt junior | 2000                           |
| Ryan Newman           | 2002                           |
| Jimmie Johnson *      | 2003, 2006                     |
| Matt Kenseth *        | 2004                           |
| Kevin Harvick *       | 2007                           |

- Fahrer mit einem Sternchen sind bereits durch Siege in der Saison 2007 für die All-Star Challenge qualifiziert.

### Qualifiziert durch das Sprint Open / den Fan Vote
Der Sieger sowie der Zweitplatzierte des Sprint Open qualifizierten sich für die All-Star Challenge. Auch Kasey Kahne, der im Fanvote die meisten Stimmen erhielt, durfte teilnehmen. Alle mussten am Ende des Feldes starten.

## Rennergebnis
| Platz | Fahrer              | Automarke |
| ----- | ------------------- | --------- |
| 1     | Kasey Kahne         | Dodge     |
| 2     | Greg Biffle         | Ford      |
| 3     | Matt Kenseth        | Ford      |
| 4     | Jimmie Johnson      | Chevrolet |
| 5     | Tony Stewart        | Toyota    |
| 6     | Ryan Newman         | Dodge     |
| 7     | Sam Hornish junior  | Dodge     |
| 8     | Dale Earnhardt, Jr. | Chevrolet |
| 9     | Mark Martin         | Chevrolet |
| 10    | Carl Edwards        | Ford      |